# 건평돈대
건평돈대(乾坪 墩臺)는 인천광역시 강화군 양도면 건평리에 있는 조선시대의 돈대이다. 1999년 3월 29일 인천광역시의 기념물 제38호로 지정되었다.

## 개요
돈대는 적의 움직임을 살피거나 공격에 대비하기 위해서 영토내 접경지역 이나 해안지역의 감시가 쉬운 곳에 마련해 두는 초소이다. 대개 높은 평지에 쌓아두는데, 밖은 성곽을 높게 하고, 안은 낮게 하여 포를 설치해 두는 시설물이다.
이 돈대는 정포보 소속의 돈대로서, 6조(六朝)에 올리는 조운의 감시소 역할과 국토방위의 임무를 겸하였다고 한다.
조선 숙종 5년(1679) 윤이제가 강화유수로 있을 때, 병조판서 김석주의 명을 받아 이 돈대를 설치하였다고 전한다.

## 유적 현황
건평돈대는 朝鮮 肅宗 5년 강화유수 尹以濟가 축조한 것으로, 굴암돈대 북쪽 1,440보에 위치하며, 주위가 88보, 雉堞이 40개이고 정포보에 배속되어 있다. 평면형태는 장방형으로 전면에 곡을 두어 배부르게 쌓았다. 현재 내부는 밭으로 경작되고 있으며, 서남쪽의 포좌부분이 붕괴된 상태이지만, 전체적으로 돈대가 잘 남아있는 편이다. 그러나 석축은 토압에 의해 점점 붕괴가 진행되고 있으며, 이에 대한 보완책이 필요한 상태이다.
견평돈은 선박 출입이 불가능하다. 해안선이 돌출된 곳에 위치하여 바다쪽으로 시애가 잘 확보되고 있다. 돈대 전면은 거의 절벽에 가까운 급경사 지형이고 후면은 바위가 많다.
이 돈대는 문지 및 그 좌우 석벽이 붕괴되었으나 전체적으로 현존 상태가 양호한 편이다. 이 돈대는 기본적으로 방형이지만 서북쪽의 전면 석축이 약간 곡선을 이루고 있는데 이것은 직선 선축보다 외압에 잘 견딜 수 있는 구조적인 안정성을 고려한 것이라고 할 수 있다.
석벽 측면에 토축에 스며드는 물을 배수시키기 위한 누조가 설치되어 있다. 그리고 문지 근처에는 여장 판석 흔적이 남아 있다. 포좌는 전면 2좌, 좌우 측면 각 1좌 등 모두 4좌가 설치되어 있다. 이것을 지형을 고려하여 방어와 감시에 유리한 충분한 시야를 확보하고자 하는 것이라고 할 수 있다. 포좌는 안쪽으로 들어가면서 폭을 줄였으며 내부에는 포탄등의 수납공간인 이방이 없다.
이 돈대는 배부름 현상 토압을 이기지 못해 석벽 면석이 배열이 흩어질 수 있다.

## 참고 자료
- 건평돈대 - 국가유산청 국가유산포털